# Crystal Waters
Crystal Waters (Filadelfia, Pensilvania, Estados Unidos; 19 de noviembre de 1961) es una cantante estadounidense que es principalmente conocida por sus dos mayores hits en los años 1990: Gypsy Woman (She's Homeless) (1991) y 100% Pure Love (1994) In Da Ghetto (1996) retornando en 2006 a lado de DJ Italiano Alex Gaudino con el éxito Destination Calabria y teniendo un reconocimiento aun mayor con la canción Le Bump, a lado del duo australiano Yolanda Be Cool. Es sobrina-nieta de la cantante Ethel Waters.

## Biografía
En 1991, Gypsy Woman fue un éxito mundial notable gracias al bis bien conocido (la da dee la dee da). La artista estuvo en el lugar 8 en los Billboard Hot 100 y fue un gran éxito en Europa. Obtuvo el segundo lugar en Gran Bretaña. El primer álbum de Crystal Waters, de nombre Surprise, ha vendido millones de copias.
La cantante regresó en 1994 con la canción 100% Pure Love, que estuvo en el lugar número 11 en América del Norte y estuvo en los hits en los primeros diez lugares en 45 semanas.
Su álbum titulado Crystal Waters incluye otros hits en los Top 40: Say...If You Feel Alright, entre otros éxitos.
Waters continúa realizando canciones en otras versiones, como los temas que estuvieron en los Dance Music/Club Play, por ejemplo Come On Down y My Time.

## Discografía

### Álbumes de estudio
| Año                                                           | Detalle de álbum                                                            | Peak chart positions | Peak chart positions | Peak chart positions | Peak chart positions | Peak chart positions | Peak chart positions |
| Año                                                           | Detalle de álbum                                                            | US                   | AUS                  | AUT                  | GER                  | NED                  | SWI                  |
| ------------------------------------------------------------- | --------------------------------------------------------------------------- | -------------------- | -------------------- | -------------------- | -------------------- | -------------------- | -------------------- |
| 1991                                                          | Surprise - Realizado el 25 de junio de 1991 - Sello: Mercury                | 197                  | —                    | 23                   | 45                   | 81                   | 24                   |
| 1994                                                          | Storyteller - Realizado el 17 de mayo de 1994 - Sello: Mercury              | 199                  | 55                   | —                    | —                    | —                    | —                    |
| 1997                                                          | Crystal Waters - Realizado el 24 de junio de 1997 - Sello: Mercury/Polygram | —                    | —                    | —                    | —                    | —                    | —                    |
| "—" denotes releases that did not chart or were not released. |                                                                             |                      |                      |                      |                      |                      |                      |

### Compilaciones
| Año  | Detalle de álbum |
| ---- | --- |
| 1998 | The Best of Crystal Waters - Realizado el 11 de agosto de 1998 - Sello: Universal/Polygram                                   |
| 2001 | Gypsy Woman – The Collection - Realizado en el 2001 - Sello: Spectrum Music                                                  |
| 2001 | 20th Century Masters – The Millennium Collection: The Best of Crystal Waters - Realizado en el 2001 - Sello: Mercury Records |

### Sencillos
| Año  | Título                                                   | Posición más alta en las listas | Posición más alta en las listas | Posición más alta en las listas | Posición más alta en las listas | Posición más alta en las listas | Posición más alta en las listas | Posición más alta en las listas | Posición más alta en las listas | Posición más alta en las listas | Posición más alta en las listas | Posición más alta en las listas | Certificación           | Álbum                             |
| Año  | Título                                                   | US                              | US Dance                        | AUS                             | AUT                             | FRA                             | GER                             | IRE                             | NED                             | NZ                              | SWI                             | UK                              | Certificación           | Álbum                             |
| ---- | -------------------------------------------------------- | ------------------------------- | ------------------------------- | ------------------------------- | ------------------------------- | ------------------------------- | ------------------------------- | ------------------------------- | ------------------------------- | ------------------------------- | ------------------------------- | ------------------------------- | ----------------------- | --------------------------------- |
| 1991 | "Gypsy Woman"                                            | 8                               | 1                               | 11                              | 3                               | 11                              | 2                               | 3                               | 1                               | 50                              | 1                               | 2                               | - UK: Silver - US: Gold | Surprise                          |
| 1991 | "Makin' Happy"                                           | —                               | 1                               | —                               | —                               | 17                              | —                               | 22                              | 27                              | —                               | 22                              | 18                              |                         | Surprise                          |
| 1991 | "Surprise"                                               | —                               | 35                              | —                               | —                               | —                               | —                               | —                               | —                               | —                               | —                               | —                               |                         | Surprise                          |
| 1991 | "Megamix"                                                | —                               | —                               | —                               | —                               | —                               | —                               | —                               | —                               | —                               | —                               | 39                              |                         | Megamix!                          |
| 1992 | "You Turn Me On"                                         | —                               | —                               | —                               | —                               | —                               | —                               | —                               | —                               | —                               | —                               | —                               |                         | Encino Man soundtrack             |
| 1994 | "100% Pure Love"                                         | 11                              | 1                               | 2                               | 26                              | —                               | 33                              | 30                              | 15                              | 44                              | 20                              | 15                              | - AUS: Platinum         | Storyteller                       |
| 1994 | "What I Need"                                            | 82                              | 1                               | —                               | —                               | —                               | —                               | —                               | —                               | —                               | —                               | —                               |                         | Storyteller                       |
| 1994 | "Ghetto Day"                                             | —                               | —                               | 94                              | —                               | —                               | —                               | —                               | —                               | —                               | —                               | 40                              |                         | Storyteller                       |
| 1995 | "Relax"                                                  | —                               | 1                               | —                               | —                               | —                               | —                               | —                               | —                               | —                               | —                               | 37                              |                         | Storyteller                       |
| 1996 | "In de Ghetto" (with David Morales & The Bad Yard Club)  | —                               | —                               | —                               | —                               | —                               | —                               | —                               | —                               | —                               | —                               | 35                              |                         | Non-album song                    |
| 1996 | "The Boy from Ipanema"                                   | —                               | —                               | —                               | —                               | —                               | —                               | —                               | —                               | —                               | —                               | —                               |                         | Red Hot + Rio                     |
| 1997 | "Say... If You Feel Alright"                             | 40                              | 6                               | —                               | —                               | —                               | —                               | —                               | —                               | 32                              | —                               | 45                              |                         | Crystal Waters                    |
| 1997 | "Just a Freak" (with Dennis Rodman)                      | —                               | 13                              | —                               | —                               | —                               | —                               | —                               | —                               | —                               | —                               | —                               |                         | Crystal Waters                    |
| 2001 | "Come On Down"                                           | —                               | 1                               | —                               | —                               | —                               | —                               | —                               | —                               | —                               | —                               | —                               |                         | DJ Escape: Party Time 2002        |
| 2001 | "Enough"                                                 | —                               | —                               | —                               | —                               | —                               | —                               | —                               | —                               | —                               | —                               | —                               |                         | Non-album song                    |
| 2001 | "Nights in Egypt" (with Sunseeker)                       | —                               | —                               | —                               | —                               | —                               | —                               | —                               | —                               | —                               | —                               | —                               |                         | Various Artists: Club Base Vol. 9 |
| 2003 | "My Time" (with Dutch)                                   | —                               | 1                               | 18                              | —                               | —                               | —                               | —                               | —                               | —                               | —                               | 22                              |                         | My Time: Remix EP                 |
| 2004 | "Destination Unknown" (with Alex Gaudino)                | —                               | —                               | 98                              | —                               | —                               | —                               | —                               | —                               | —                               | —                               | —                               |                         | Non-album song                    |
| 2004 | "Lies"                                                   | —                               | —                               | —                               | —                               | —                               | —                               | —                               | —                               | —                               | —                               | —                               |                         | DJ Boom: Electro Compilation      |
| 2006 | "Destination Calabria" (with Alex Gaudino)               | —                               | 8                               | 3                               | 55                              | 6                               | 30                              | 2                               | 14                              | 35                              | 50                              | 4                               |                         | Non-album song                    |
| 2008 | "Dancefloor" (with Speakerbox)                           | —                               | —                               | —                               | —                               | —                               | —                               | —                               | —                               | —                               | —                               | —                               |                         | Dancefloor: Remix EP              |
| 2009 | "Never Enough"                                           | —                               | 20                              | —                               | —                               | —                               | —                               | —                               | —                               | —                               | —                               | —                               |                         | Non-album song                    |
| 2009 | "Gypsy Woman 2009" (vs. Tristan Garner)                  | —                               | —                               | —                               | —                               | —                               | —                               | —                               | 76                              | —                               | —                               | —                               |                         | Gypsy Woman 2009: Remix EP        |
| 2009 | "Gypsy Woman 2010" (vs. DJ Flava)                        | —                               | —                               | —                               | —                               | —                               | —                               | —                               | —                               | —                               | —                               | —                               |                         | Non-album songs                   |
| 2010 | "When People Come Together" (with Bellani & Spada)       | —                               | —                               | —                               | —                               | —                               | —                               | —                               | —                               | —                               | —                               | —                               |                         | Non-album songs                   |
| 2011 | "Say Yeah" (vs. Fred Pellichero)                         | —                               | —                               | —                               | —                               | —                               | —                               | —                               | —                               | —                               | —                               | —                               |                         | Non-album songs                   |
| 2011 | "Le Bump" (with Yolanda Be Cool)                         | —                               | —                               | —                               | —                               | —                               | —                               | —                               | —                               | —                               | —                               | —                               |                         | Non-album songs                   |
| 2011 | "Masquerade"                                             | —                               | —                               | —                               | —                               | —                               | —                               | —                               | —                               | —                               | —                               | —                               |                         | Non-album songs                   |
| 2012 | "Long Day" (with Inaya Day Allstars)                     | —                               | —                               | —                               | —                               | —                               | —                               | —                               | —                               | —                               | —                               | —                               |                         | Non-album songs                   |
| 2012 | "Love I Call My Own" (with Nicola Fasano & Steve Forest) | —                               | 18                              | —                               | —                               | —                               | —                               | —                               | —                               | —                               | —                               | —                               |                         | Love I Call My Own: Remix EP      |
| 2013 | "Oh Mama Hey" (with Chris Cox and DJ Frankie)            | —                               | 1                               | —                               | —                               | —                               | —                               | —                               | —                               | —                               | —                               | —                               |                         | Non-album song                    |
| 2013 | "Blow" (with Armand Pena, Harry Romero, and Alex Alicea) | —                               | —                               | —                               | —                               | —                               | —                               | —                               | —                               | —                               | —                               | —                               |                         | Non-album song                    |
| 2013 | "Gypsy Woman 2013" (with Musique Boutique)               | —                               | —                               | —                               | —                               | —                               | —                               | —                               | —                               | —                               | —                               | —                               |                         | Gypsy Woman 2013: Remix EP        |
| 2014 | "Be Kind" (with StoneBridge)                             | —                               | —                               | —                               | —                               | —                               | —                               | —                               | —                               | —                               | —                               | —                               |                         | Be Kind: Remix EP                 |
| 2014 | "Every Day" (with Murk)                                  | —                               | —                               | —                               | —                               | —                               | —                               | —                               | —                               | —                               | —                               | —                               |                         | Non-album songs                   |
| 2015 | "Let Me Be the One" (with David Tort & Nick Marsh)       | —                               | —                               | —                               | —                               | —                               | —                               | —                               | —                               | —                               | —                               | —                               |                         | Non-album songs                   |
| 2015 | "Synergy" (with Sted-E & Hybrid Heights)                 | —                               | 1                               | —                               | —                               | —                               | —                               | —                               | —                               | —                               | —                               | —                               |                         | Non-album songs                   |
| 2016 | "Believe" (featuring Sted-E & Hybrid Heights)            | —                               | 1                               | —                               | —                               | —                               | —                               | —                               | —                               | —                               | —                               | —                               |                         | Non-album songs                   |